# Krutoběregovo
Krutoběregovo (rusky Крутоберегово) je vesnice v Usť-Kamčatském rajónu Kamčatského kraje, je součástí městského obvodu Usť-Kamčatsku.

## Geografie a klima
Krutoběregovo se nachází 12 km severovýchodně od Usť-Kamčatsku.
Místní meteorologové provádějící pozorování zjistili, že v Krutoběregovu je více slunečných dní než v Usť-Kamčatsku, cca 50 dní. V důsledku toho zde byla rozvíjena zemědělská činnost.

## Počet obyvatel
V roce 2010 zde žilo 308 obyvatel.

## Historie
Vesnice byla založena jako přímý důsledek velké vlny tsunami, která 14. dubna 1923 zničila přístav Usť-Kamčatsk.